# Bürgerkrieg im Tschad 2005–2010

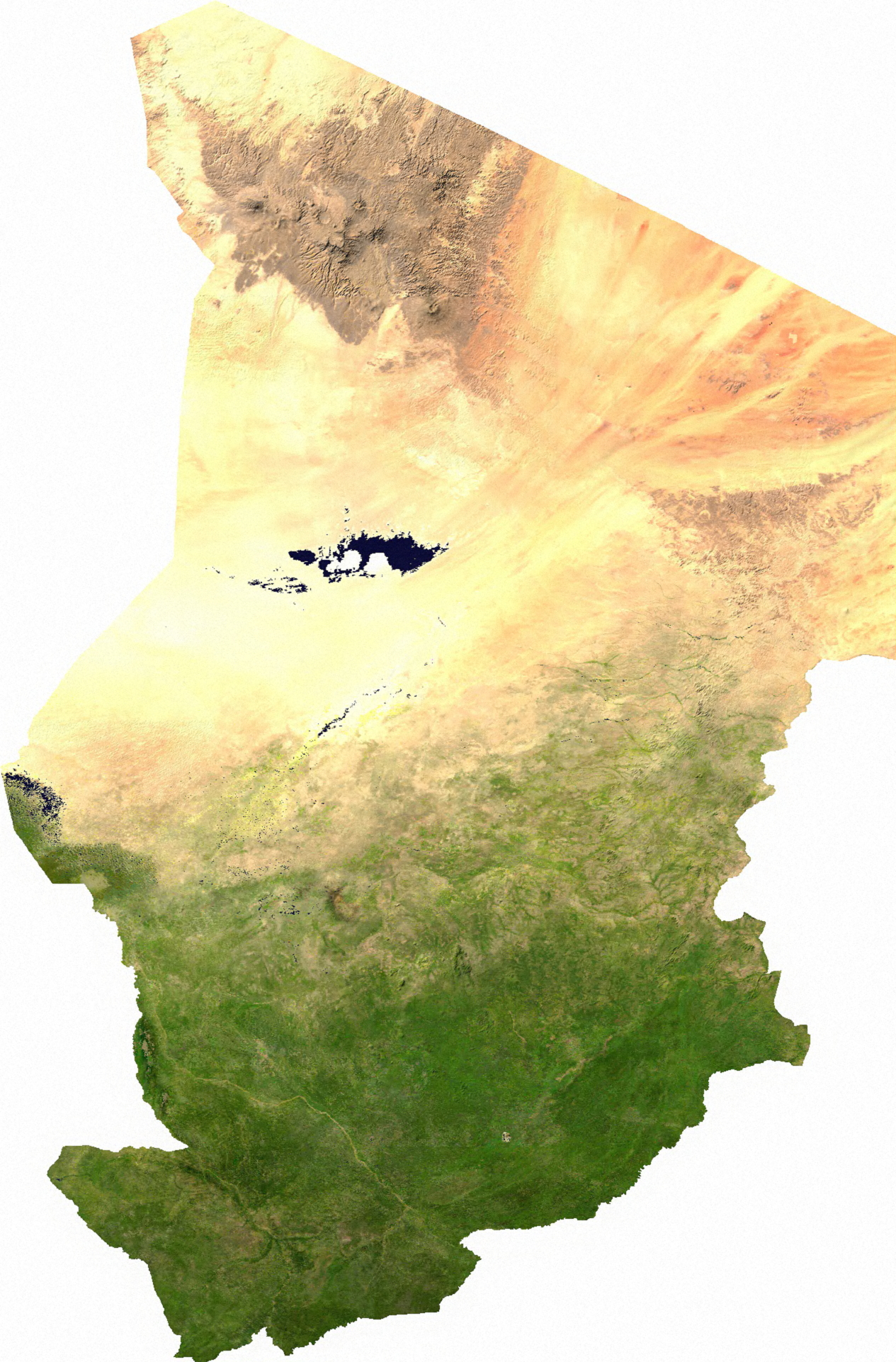
Der Tschad ist in drei Landschaftszonen unterteilt, von der sudanesischen Savanne im Süden bis zur Sahara im Norden.

Der Bürgerkrieg im Tschad war ein rund vierjähriger Bürgerkrieg im Tschad in Zentralafrika.
Man schätzt, dass der Bürgerkrieg im Tschad im Dezember 2005 begonnen hat, als Mahamat Nour Abdelkerim, vorher Mitglied der Nationalen Widerstandsallianz (Alliance nationale de la résistance, ANR), die die Sammlung für Demokratie und Freiheiten (Rassemblement pour la Démocratie et les Libertés, RDL) bildete, wobei die Rebellen schon seit 1991 im Land aktiv waren. Es wird auch erwogen, dass der heutige Bürgerkrieg im Tschad am 25. September 2005 mit einem mit Hassan al-Djinnedi in Verbindung gebrachten Überfall nahe der Stadt Modoyna begann.
An diesem Konflikt nehmen neben dem Regierungsheer des Tschads verschiedene Rebellenbewegungen teil, darunter die Vereinigten Kräfte für den Wandel (Forces unies pour le changement, FUC) und die Sammlung für Demokratie und Freiheiten (RDL), die im Laufe der Zeit ihren Namen änderten, Bündnissen bildeten und Spaltungen erfuhren.
Zum Konflikt gehört auch die Beteiligung der Dschandschawid, aber vor allem die Aufständischen aus Darfur der Bewegung für Gerechtigkeit und Gleichheit. Der Sudan wird daher verdächtigt, die Aufständischen im Tschad zu unterstützen, während die Regierung des Tschads die Bewegung für Gerechtigkeit und Gleichheit unterstützt. Libyen und Diplomaten aus anderen Ländern haben versucht, in dem Konflikt zu vermitteln. Frankreich hat mehrmals gegen die Aufständischen eingegriffen. Truppen von EUFOR (bestehend aus verschiedenen Ländern der Europäischen Union sowie Russland, Kroatien und Albanien) und Truppen verschiedener afrikanischer Länder unter Mandat der Vereinten Nationen sind vor Ort vorhanden.
Die Regierung des Tschad hat im Januar 2006 geschätzt, dass 614 ihrer Bürger in Grenzgefechten getötet worden seien. Am 8. Februar 2006 setzten der tschadische Präsident, Idriss Déby, der sudanesische Präsident, Omar al-Bashir, und der Libysche Präsident, Muammar al-Gaddafi, die Unterschrift unter das „Abkommen von Tripoli“, das wirksam den Tschadisch-Sudanesischen Konflikt, der seit Dezember 2005 viele Grenzstädte im Osten des Tschad und Darfur verwüstet hatte, beendete.
Nach dem „Abkommen von Tripoli“ gingen die Kämpfe trotz mehrere Versuche jedoch weiter. Der Konflikt steht auch mit dem Darfur-Konflikt und dem Zentralafrikanischen Bürgerkrieg in Verbindung.

## Zusammenhang
Seit 2004 führen die Dschandschawid-Milizen, am benachbarten Darfur-Konflikt beteiligt, Angriffe auf Städte und Dörfer im Osten des Tschad, wobei Bürger getötet wurden, Vieh gestohlen wurde und Häuser in Brand gesetzt wurden, durch. Mehr als 200.000 Einwohner von Darfur sind geflohen und haben im Tschad Asyl gesucht. Idriss Déby hat Omar al-Baschir dessen beschuldigt, den Darfur-Konflikt absichtlich in den Tschad zu exportieren. Gleichzeitig wurde der Tschad mit einem Flüchtlingsstrom aus der Zentralafrikanischen Republik konfrontiert.
2005 änderte Idriss Déby die Verfassung, um ein drittes Präsidentschaftsmandat zu erhalten, was eine Massendesertion im Heer verursachte. Idriss Déby wurde gezwungen, seine Präsidentenwache auf zu lösen und ein neues Elitekorps zu bilden. Seine Macht nahm ab und es bildeten sich verschiedene oppositionelle bewaffnete Bewegungen. Die Sammlung für Demokratie und Freiheiten (RDL) entstand im August 2005 und der Sockel für Wandel, Einheit und Demokratie (Socle pour le changement, l'unité et la démocratie, SCUD) zwei Monate später. Einige Zeit später vereinigten sie sich mit sechs anderen Gruppen, um die Vereinigten Kräfte für den Wandel (FUC) zu bilden.

## Ablauf

### Schlacht von Adré
Am 18. Dezember 2005 griffen Mitglieder des Sammlung für Demokratie und Freiheiten (RDL) und des Sockel für Wandel, Einheit und Demokratie (SCUD) die Stadt Adré, dicht an der Grenze zum Sudan, an. Das war der zweite Angriff in der Region in drei Tagen. Am folgenden Tag verkündete der Leiter des Socle pour le changement, l'unité et la démocratie (SCUD), die Kontrolle über die Stadt in den Händen zu haben. Die Gefechte forterden einige hundert Tote. Ein Helikopter des tschadischen Heers wurde vernichtet und ein anderer Helikopter wurde gravierend beschädigt. Der tschadische Minister der Kommunikation beschuldigte die sudanesische Regierung, während ein Sprecher des sudanesischen Außenministeriums jede Unterstützung der Aufständischen abstritt. Der Tschad erklärte dem Sudan den Krieg, andererseits wurde der Tschad vom Sudan beschuldigt, seinen Luftraum zu verletzen.

### Grenzkonflikte
Am 6. Januar 2006 überschritten Dschandschawid-Milizen die sudanesische Grenze, um die tschadischen Städte Borota, Adé und Moudaina anzugreifen, wobei neun Bürger getötet und drei andere verwundet wurden. Human Rights Watch bestätigte den Angriff, sowie verschiedene andere Angriffe auf etwa vierzig Dörfer in der Gegend um Borota, wobei zwischen dem 16. und 20. Januar 2006 16 Tote und 6 Verwundete gezählt wurden.

### „Abkommen von Tripolis“
Am 8. Februar 2006 unterzeichneten Idriss Déby, Omar al-Bashir und Muammar al-Gaddafi das „Abkommen von Tripolis“, um dem Konflikt ein Ende zu machen. Das Abkommen kam während einer Mini-Spitzenkonferenz in Tripolis, durch Muammar al-Gaddafi, mit Unterstützung des kongolesischen Präsidenten Denis Sassou-Nguesso (als Vorsitzenden der Afrikanischen Union), den zentralafrikanischen Präsidenten François Bozizé und den malischen Präsidenten Alpha Oumar Konaré organisiert, zustande. Die Vereinigten Kräfte für Wandel (FUC) erkannten das „Abkommen von Tripolis“ nicht an.

### Aktivitäten der Aufständischen

#### 2006
Am 6. März 2006 überschritten die Dschandschawid-Milizen die sudanesische Grenze, um gegen das Abkommen von Tripolis verstoßend, die tschadische Stadt Amdjereme anzugreifen. Die Regierung des Tschad beschuldigte die Dschandschawid des Diebstahls hunderter und manchmal Tausender Nutztiere tschadischer Bürger. Das Heer des Tschad wehrte den Angriff ab, verfolgte die Dschandschawid zurück über die sudanesische Grenze und kehrte mit gestohlenem Vieh zurück. Am 13. April 2006 näherten sich Hunderte Aufständische der Vereinigten Kräfte für den Wandel der Hauptstadt Ndjamena. Das Heer des Tschad wehrte den Angriff ab und nahm einige Aufständische gefangen. Idriss Déby machte die sudanesische Regierung verantwortlich und sagte, die Aufständischen seien entweder Sudanesen oder vom Sudan unterstützt. Idriss Déby brach die diplomatischen Beziehungen mit dem Sudan ab und drohte, Tausende Flüchtlinge aus Darfur auszuweisen. Am selben Tag wurden hundert Bürger im Dorf Djawara im Osten des Landes durch tschadische Aufständische und Dschandschawid-Milizen niedergemetzelt. Laut Human Rights Watch wurden vom 12. bis zum 13. April 2006 mindestens 43 andere Personen in drei Dörfern in der Umgebung getötet.
Im 2006 schloss sich Mahamat Nouri den Aufständischen an. Die Oppositionsparteien boykottierten die Präsidentschaftswahlen im 3. Mai 2006, die Idriss Déby gewann. Im November 2006 erklärte die Regierung des Tschad den Ausnahmezustand in der Hauptstadt und den nördlichen, östlichen und südlichen Regionen für beendet. Die internationalen Hilfsorganisationen evakuierten einen großen Teil ihres Personals aus der östlichen Stadt Abéché. Im Dezember 2006 brachen dort schwere Gefechte zwischen dem Heer des Tschad und den Aufständischen aus, wonach Mahamat Nour Abdelkerim, der Anführer der Vereinigten Kräfte für den Wandel (FUC), einen Friedensvertrag mit Idriss Déby schloss.

#### 2007
Am 1. Februar 2007 erklärte eine Koalition von vier bewaffneten Rebellenbewegungen, bestehend aus der Bewegung für Widerstand und Wandel (Mouvement pour la résistance et le changement), der Nationalen Tschadischen Eintracht (Concorde nationale tchadienne) und zwei Fraktionen der Union des forces pour la démocratie et le développement (UFDD), dass sie die Stadt Adré, dicht an der sudanesische Grenze, unter Kontrolle hätten. Tschad verweigerte die Intervention von Truppen der Vereinten Nationen. Im März 2007 wurde der frühere Aufständische Mahamat Nour Abdelkerim Verteidigungsminister.
Anfang Oktober 2007 akzeptierten die Anführer der vier bewaffneten Rebellenbewegungen die Eröffnung von Friedensverhandlungen mit der Regierung. Dennoch brachen im Osten Gefechte aus. Araber steckten Dörfer in Brand, die hauptsächlich von Schwarzen bewohnt waren, wobei 300 Personen getötet wurden. Gleichzeitig brachen Kämpfe zwischen den Tama und den Zaghawa aus. Eine bewaffnete Gruppe Tama, die unter Mahamat Nour Abdelkerim gedient hatte, verließ die Stadt Guéréda, um näher an die sudanesische Grenze zu kommen. Das Gebiet wurde von einem doppelten Konflikt geplagt, wobei die Regierungstruppen gegenüber einer neuen Allianz Aufständischer zum Stehen kamen, die nach kurzer Zeit zwei Städte einnahmen. Am 16. Oktober 2007 wurde der Ausnahmezustand für den größten Teil des Tschad, einschließlich der Hauptstadt und die Region Borkou-Ennedi-Tibesti, nahe der libyschen Grenze für beendet erklärt.
Am 26. Oktober 2007 unterzeichneten die tschadische Regierung und die Aufständischen ein Friedensabkommen.
Im November 2007 beschuldigte Mahamat Nouri, der Anführer der Union des forces pour la démocratie et le développement (UFDD), Idriss Déby einen Angriff auf seine Truppen in den Osten des Landes befohlen zu haben. Das Heer erklärte, Hunderte Aufständische bei der Schlacht um Abou Goulem am 26. und 27. November 2007 getötet zu haben. Abakar Tollimi, Generalsekretär der Union des forces pour la démocratie et le développement (UFDD), bestritt diese Zahl; die Union des forces pour la démocratie et le développement (UFDD) hatte lediglich 17 Tote zu beklagen und versicherte demgegenüber, etwa hundert Soldaten getötet zu haben.
Am 30. November 2007 erklärte die Union des forces pour la démocratie et le développement (UFDD) Frankreich und den im Tschad stationierten ausländischen Truppen den Krieg, was wie eine Warnung vor der Ankunft der EUFOR, die die Entsendung von 3.700 Soldaten im Rahmen einer Friedensmission zum Schutz der 400.000 tschadischen und sudanesischen Flüchtlingen in das Gebiet vorsah, aussah.

#### 2008
Am 31. Januar 2008 gaben die Aufständischen die Eroberung von Oum Hadjer, einer Stadt in der zentralen Region Batha, 400 Kilometer von der Hauptstadt Ndjamena entfernt, bekannt. Am 2. Februar 2008 gelang es den Aufständischen, in die Hauptstadt Ndjamena hinein zu kommen. Die Aufständischen bewegten sich in die Richtung des Präsidentenpalasts, wo Gefechte stattfanden. Am darauffolgenden Tag zogen sich die Aufständischen nach Mongo und Bitkine zurück. Am 10. Februar 2008 versicherten sie, im Besitz von Am Timan zu sein. Am 11. Februar 2008 verließen sie Mongo in Richtung der südöstlichen Grenze.
Am 15. Februar 2008 wurde der Ausnahmezustand aufgehoben, während die Aufständischen die Kämpfe vorläufig einstellten, um einen gemeinsamen Anführer zu benennen.
Nach der Ankündigung einer neuen Offensive der Rebellen intensivierten die im Tschad stationierten europäischen Truppen am
12. Juni 2008 ihre Patrouillen rund um die Flüchtlingslager und rieten den in der Region vorhandenen Hilfsorganisationen, ihre Reisen auf ein absolutes Minimum zu beschränken. Die Regierung des Tschad und die Aufständischen gaben in hohem Maße abweichende Versionen bezüglich der beobachteten Bewegungen in der Region Dar Sila an, wo irische Soldaten gebeten wurden, ein von den Vereinigten Nationen verwaltetes Flüchtlingslager zu beschützen, während die Aufständischen versicherten, dass sie gen Westen zogen und einen Helikopter der Regierung niedergeschlagen hatten, wies die Regierung des Tschad die Forderungen der Aufständischen zurück. Laut der Regierung des Tschad war der Helikopter wegen eines technischen Problems notgelandet. Am 11. Juni 2008 gab das irische Bataillon an, über Kämpfe zwischen den Aufständischen und Helikoptern der tschadischen Regierung in Modeina, 70 km nordöstlich von Goz Beïda, informiert worden zu sein. Drei Tage später, am 14. Juni
2008, beantworteten die Iren das Feuer in Goz Beïda, dass kurz vorher von den Rebellen eingenommen worden war. Am folgenden Tag, am 15. Juni 2008, nahmen die Aufständischen Am Dam, 600 km von der Hauptstadt Ndjamena entfernt, ein. Am 16. Juni 2008 verkündeten sie die Eroberung von Biltine. Am 17. Juni 2008 beschuldigte Mahamat Hissene, der tschadische Kommunikationsminister das sudanesische Heer, die Rebellen mit zwei Helikoptern bei dem Angriff auf Bakout unterstützt zu haben. Am selben Tag behaupteten die Rebellen, dass sie die Stadt Am Zoer erobert hätten und einen hohen tschadischen Heeresoffizier gefangen genommen hätten. Am folgenden Tag verkündete das tschadische Heer, dass sie die Rebellen verjagt hätten und einen entscheidenden Sieg in Am Zoer errungen hätten.

### Entwicklung im Jahr 2009
Mitte Januar 2009 wurde die Union der Widerstandskräfte (Union des forces de la résistance, UFR) gebildet, ein Bündnis von acht bewaffneten Rebellenbewegungen. Am 24. Januar 2009 ernannten die Bewegungen Timan Erdimi, einen Neffen von Präsident Idriss Déby, zum Vorsitzenden dieses Bündnisses. Einige Stunden nach dieser Ernennung wurde die ältere Schwester von Timan Erdimi in der Hauptstadt Ndjamena ermordet.
Anfang Mai warf der Tschad dem Sudan vor, bewaffnete Truppen im Osten des Landes zu steuern, einige Stunden nachdem die beiden Länder eine Vereinbarung geschlossen hatten, die Verwendung von Gewalt gegeneinander zu beenden. Der Sudan bestritt, dass seine Truppen auf tschadischem Gebiet standen und dass das Land verpflichtet war, sich an die in Doha geschlossene Vereinbarung über die Einstellung der Feindseligkeiten und das Ende der Anwendung von Gewalt zu halten. Französische Berichte besagten aber, dass am 4. Mai 2009 bewaffnete Truppen in den Tschad gezogen waren. Am 6. Mai 2009 bestätigten die Aufständischen, dass sie in die Hauptstadt Ndjamena marschierten, was ihr Sprecher Ali Ordjo Hemchi als das „Endziel“ beschrieb. Die Union der Widerstandskräfte bestätigte auch, dass ihre Truppen in der südöstlichen Region Salamat auf tschadische Regierungstruppen gestoßen seien. In der Erklärung gaben die Rebellen auch an, dass sie in einem bewaffneten Konflikt zwischen den Städten Tissi und Haraz-Mangue, wobei die Regierungstruppen geflohen waren, zwölf Armeefahrzeuge in die Hände bekommen hatten und neun weitere Armeefahrzeuge vernichtet hätten. Das tschadische Heer gab jedoch an, dass am 7. Mai 2009 bei Kämpfen nahe Am-Deressa, 10 km südlich von Am Dam 241 Menschen getötet worden waren. In einer Erklärung während einer Sendung im nationalen Radio wurde angegeben, dass 220 Rebellen und 21 Militärs gestorben waren. Dem tschadischen Militär zufolge wurden auch mehr als 100 Fahrzeuge der Rebellen in der Schlacht vernichtet und dass das Militär einen „entscheidenden Sieg“ errungen habe. Eine Korrespondentin der BBC sagte, sie habe nur ungefähr 50 Leichen um die Überreste der ausgebrannten Fahrzeuge der Rebellen gesehen.
Am 16. und 17. Mai 2009 führte die tschadische Luftwaffe drei Luftangriffe auf sudanesischem Gebiet durch. Ali Sadiq, der Sprecher des suedanesischen Außenminister sagte, dass die tschadischen Flugzeuge Angriffe 60 km im Sudan ausführten und beschrieb die Angriffe als Kriegshandlung, wobei Opfer geschehen waren, während ein anderer Beamter sagte, dass niemand verwundet worden sei.